# Progressed
Progressed è il primo extended play della boy band britannica Take That. L'album è stato pubblicato in Italia il 13 giugno 2011 e contiene 8 brani inediti oltre al precedente album Progress. Progressed è stato anticipato dal singolo Love Love l'11 maggio 2011, brano che fa parte della colonna sonora ufficiale del film X-Men - L'inizio.
Entrambi i singoli estratti da Progressed, Love Love e When We Were Young fanno parte della colonna sonora ufficiale di due film, rispettivamente X-Men - L'inizio e I tre moschettieri.

## Tracce
1. When We Were Young – 4:34
2. Man – 4:39
3. Love Love – 3:42
4. The Day the Work Is Done – 4:04
5. Beautiful – 4:14
6. Don't Say Goodbye – 3:54
7. Aliens – 4:48
8. Wonderful World – 4:58

Durata totale: 34:53

## Classifiche
| Classifica (2011) | Posizione massima |
| ----------------- | ----------------- |
| Danimarca         | 1                 |
| Irlanda           | 2                 |
| Germania          | 35                |
| Italia            | 25                |
| Paesi Bassi       | 21                |
| Regno Unito       | 1                 |
| Scozia            | 1                 |
| Spagna            | 46                |

### Andamento settimanale nella classifica italiana
| Posizione | 25 | 36 | 47 | 60 | 31 | 54 | 67 | 86 | 84 | 84 | — |